# Narc (película)
Narc (titulada en castellano Narc en España y Narc: calles peligrosas en Hispanoamérica) es una película estrenada el 20 de diciembre de 2002 en Estados Unidos y el 14 de marzo de 2003 en España. Protagonizada por Jason Patric y Ray Liotta. Escrita y dirigida por Joe Carnahan y producida por Tom Cruise.

## Argumento
El oficial de policía Nick Tellis (Jason Patric) lleva más de un año alejado de su profesión dentro del cuerpo de policía de la ciudad de Detroit, tras haber disparado a un peligroso narcotraficante y haber herido, por error, a una mujer embarazada. Vive torturado tras el suceso y no siente ganas de volver a ejercer su profesión, hasta que un misterioso asesinato hace que vuelva al departamento.
Le asignan el caso junto al veterano teniente Henry Oak (Ray Liotta) que era compañero del fallecido. Ambos policías comienzan a investigar, las huellas del criminal les conducen a diferentes casas en las que se trafica con crack. Según va avanzando la investigación Nick se da cuenta de que Henry sabe mucho más de lo que dice sobre el crimen, siendo las cosas muy distintas de lo que parecían en un principio y viéndose implicado en una peligrosa trama.

## Recepción crítica y comercial
Según la página de Internet Rotten Tomatoes la película obtuvo un 83% de comentarios positivos, llegando a la siguiente conclusión: "Jason Patric y Ray Liotta están excelentes en este emocionante, aunque demasiado familiar, drama policial." Destacar el comentario del crítico cinematográfico Roger Ebert:

"El guionista y director del film, Joe Carnahan, le brinda a la película una gran energía."
Roger Ebert.

Según la página de Internet Metacritic obtuvo críticas positivas, con un 70%, basado en 34 comentarios de los cuales 30 son positivos. Recaudó 10 millones de dólares en Estados Unidos. Sumando las recaudaciones internacionales la cifra asciende a 12 millones. El presupuesto invertido en la producción es de aproximadamente 7.5 millones. La película fue candidata al gran premio del jurado en el Festival de Cine de Sundance.

## Localizaciones
Narc se empezó a rodar el mes de febrero de 2001 en diferentes localizaciones de Estados Unidos y Canadá. Destacando la ciudad de Detroit (EE. UU.) y la ciudad de Toronto (Canadá).

## DVD
Narc salió a la venta el 17 de junio de 2003 en Estados Unidos, en formato DVD. El disco contiene menús interactivos, acceso directo a escenas, subtítulos en múltiples idiomas, comentarios del director y guionista Joe Carnahan y tres documentales sobre la creación de la película. En España la película se encuentra disponible en formato DVD. El disco contiene menús interactivos, acceso directo a escenas y subtítulos en múltiples idiomas.